# ワーテルロー広場 (アムステルダム)

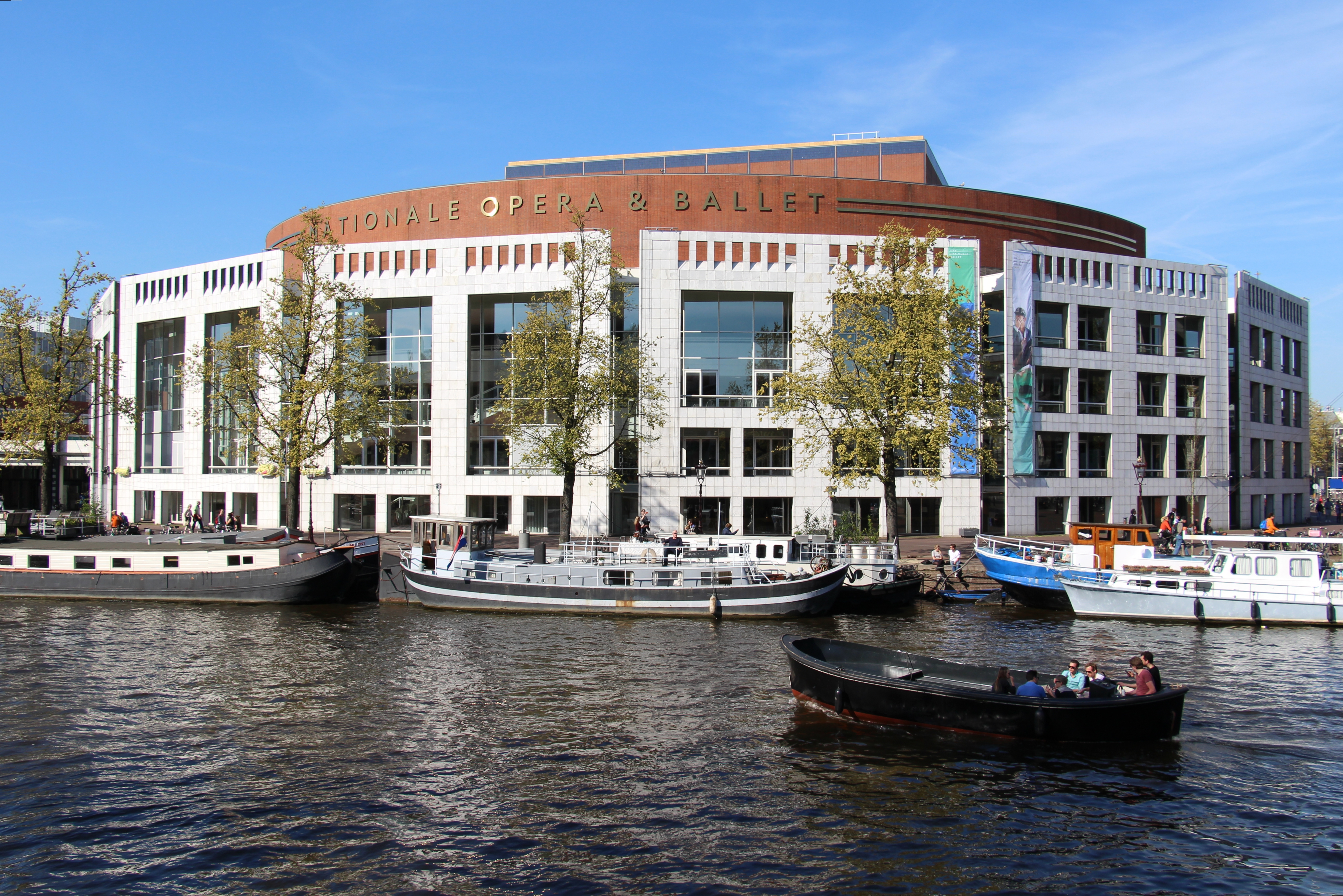
音楽ホール (Muziektheater)

ワーテルロー広場（蘭: Waterlooplein ワーテルロープレイン）はオランダのアムステルダム市 中央区 (Centrum) にある広場。また、広場に隣接してアムステルダム市役所や音楽ホール (Muziektheater) がある。「ウォータールー広場」と表記することもあるが、これは英語読みである。

## 歴史
広場は1882年に運河（LeprozengrachtとHoutgracht）を埋め立てて作られた。広場の名前は1815年のワーテルローの戦いに因んで名付けられた。
1893年にアムステルダム市当局が、近隣のユダヤ人の露天市場をこの広場に移転させて以来、土曜日を除く毎日露天市場が行われるようになった。

## 露天市場

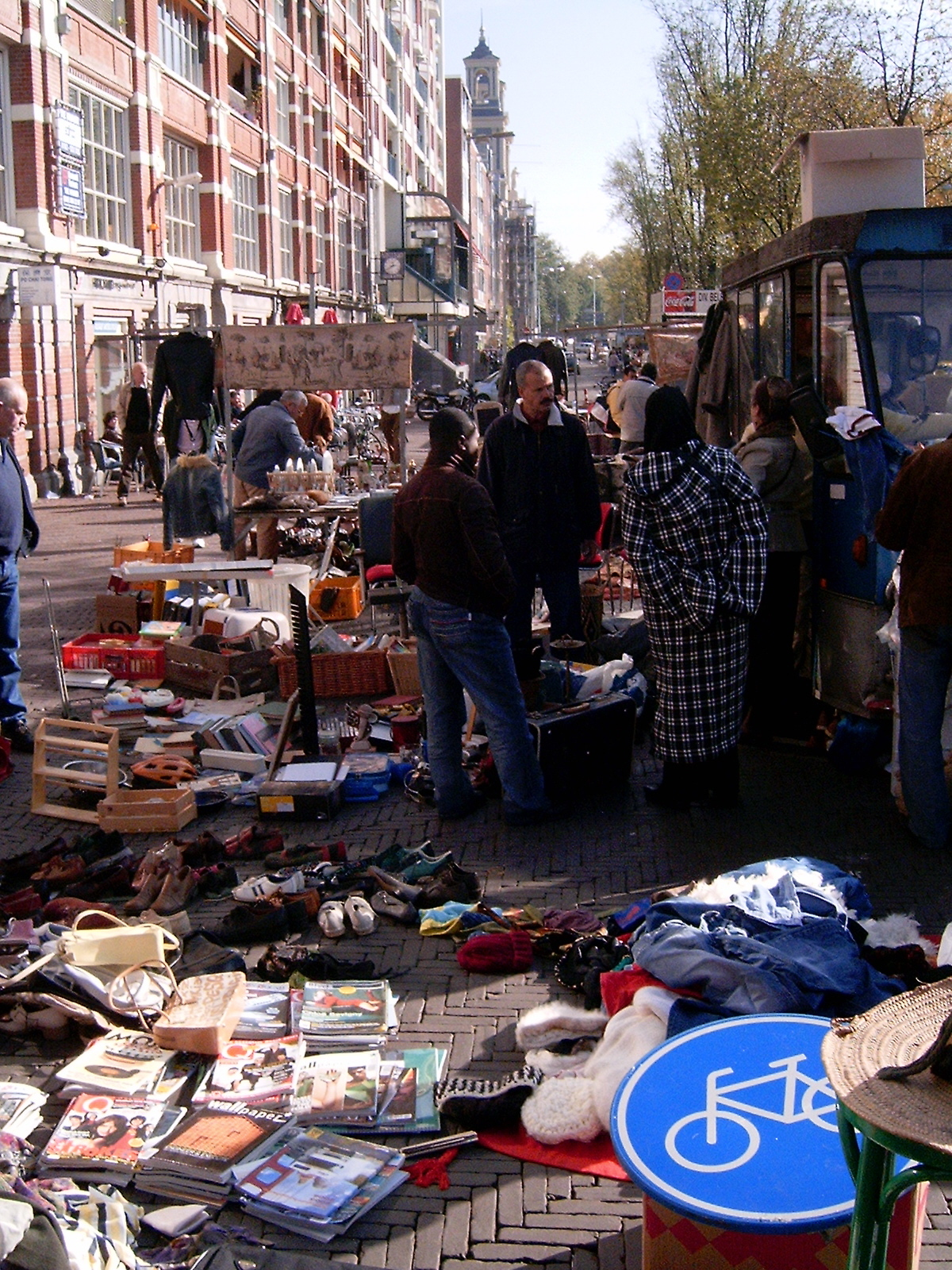
露天市場

露天市場は週6日（月～土曜日）、朝9時ごろから夕方17時ごろまで開かれている。軍需放出品や骨董品、古本などのレア物を扱う店、古着や雑貨を扱う店が主に出展している。店舗数は180～300店舗である。

## 交通アクセス
- メトロ ワーテルロー広場駅
- トラム9,14系統 ワーテルロー広場（Waterlooplein）停留所すぐ

## 近隣施設
- アムステル川の支流に架かるマヘレの跳ね橋
- アムステル川に架かるBlauwbrug
- レンブラントの家（Rembrandthuis）